# امیر جلال‌الدین غفاری
امیر جلال‌الدین غفاری معروف به مهندس الممالک دوم پژوهشگر ایرانی بود. او فرزند میرزا نظام‌الدین غفاری و برادر امیر سهام‌الدین غفاری است.

## جوایز
غفاری برای نگارش فرهنگ فارسی به فرانسه فرهنگ غفاری  (در هشت جلد) در سال ۱۳۳۶ برندهٔ جایزه سلطنتی کتاب سال شد.

## تحصیلات و خدمات دولتی
پس از خاتمه تحصیلات در آلمان، به ایران معاودت کرده و در اداره دارایی مناصبی چند داشت، از جمله: رئیس اداره کل خالصجات و ممیزی، رئیس اداره کل بازرسی دارایی و پیشکار دارایی در چندین استان کشور. سایر مشاغل ایشان عبارت است از: مدیرکل وزارت پیشه و هنر و عضو شورای عالی سازمان برنامه و بودجه.